# بيلي هوارد
بيلي هوارد (بالإنجليزية: Billy Howard)‏ هو لاعب كرة قدم أمريكية أمريكي، ولد في 17 يوليو 1950 في كلاركسديل في الولايات المتحدة.

## وصلات خارجية
- بيلي هوارد على موقع مرجع كرة القدم المحترفة.كوم (الإنجليزية)
- بيلي هوارد على موقع JustSportsStats.com (الإنجليزية)